# Atelothrus longicollis
Atelothrus longicollis är en skalbaggsart som beskrevs av Sharp 1903. Atelothrus longicollis ingår i släktet Atelothrus och familjen jordlöpare. Inga underarter finns listade i Catalogue of Life.